# Charles Houdret
Charles Houdret   (Lieja i Verviers, 6 de juliol de 1905 - 1965) va ser un director, violoncel·lista, productor de ràdio i compositor belgoquebequès.
Va començar la seva carrera a Bèlgica i va ser altament actiu com a director d'orquestra a tot Europa durant la dècada de 1940. El 1952 va emigrar a Canadà, on finalment es va convertir en ciutadà naturalitzat. Va ser actiu com a productor de ràdio, violoncel·lista i director d'orquestra a Canadà fins al 1964, després del qual no se sap res sobre el seu parador o activitats.
Charles Houdret es va formar al Conservatori Reial de Lieja, on va ser alumne de Sylvain Dupuis en composició musical. També va estudiar a París amb André Hekking (violoncel), a Viena amb Felix Weingartner (direcció), i a Brussel·les amb Eugène Ysaÿe (música de cambra). A través de Ysaÿe va ser presentat a Albert I de Bèlgica i Elisabet de Baviera. Impressionats amb Houdret, els dos monarques el van nomenar al càrrec de director de l'orquestra reial de la capella. Amb aquest conjunt, va dirigir notablement Franz Schubert "Simfonia Núm. 5 en B major" en una gravació de 1942 a l'etiquetade la seva Master's Voice. Va passar els anys 40 realitzant gires amb aquesta orquestra i altres en concerts per tot Europa. Durant la Segona Guerra Mundial, va ser empresonat per malversació mentre venia pianos i altres materials orquestrals que no li pertanyien.

## Vida i carrera a Canadà
En 1952, Houdret va emigrar a Canadà, inicialment per treballar com a director d'orquestra als Festivals de Mont-real. Va fer la seva primera aparició en la realització al Canadà al MF que condueix a una representació als "René Fauchois", interpretant Beethoven que contenia música incidental. Poc després va ser nomenat director de música de CKVL-FM a Montreal i va ser nomenat per Wilfrid Pelletier a la facultat del Conservatori de música del Quebec a Mont-real (CMQM). Va dirigir l'orquestra del CMQM a les actuacions del Concert Grosso No. 10 d'Händel i una ordenació d'orquestra de corda del Trio Sonata de Corelli amb l'orquestra de CMQM per a una gravació de 1955 realitzada per Radio Canada International. Amb el temps va ser nomenat director del grup 1960-1964, temps durant el qual va dirigir l'orquestra en l'estrena mundial del Poème de l'Infini d'André Prévost.
Houdret va ser altament actiu com a director convidat a Canadà durant els anys cinquanta i principis dels 60. Ell notablement portar cinc actuacions de Richard Wagner's Parsifal al "Palais du Commerce" a l'abril de 1954, una obra que no havia estat muntada al Canadà des de la seva estrena nacional el 1905. Ell va aparèixer com a director convidat amb les orquestra simfònica CBC 10 vegades entre 1954 i 1964, en particular la realització de grup en el món estrenes de Claude Champagne's Altitud i Robert Turner's Opening Night en 1960. Per CBC Ràdio, va dirigir l'estrena mundial d'Humphrey Searle's The Diary of a Madman 1959. Houdret també va aparèixer com a violoncelista en recitals i concerts al llarg de la seva carrera, tot i que es va centrar principalment en el seu treball com a director d'orquestra. Va gravar notablement sis sonates de violí de Luigi Boccherini amb la pianista Monique Marcil el 1963. L'agost d'aquest mateix any va tenir un paper fonamental en l'establiment del primer Concurs Internacional de Música de Mont-real. Després de 1964 no se sap res de la seva vida.